# ヤナギタンポポ
ヤナギタンポポ（柳蒲公英、Hieracium umbellatum ）は、キク科タンポポ亜科ヤナギタンポポ属の多年草。絵筆のようにまっすぐ立つ姿から別名「エフデタンポポ」、アメリカでは「女神の絵筆」とも呼ばれる。

## 特徴
茎の高さは30-120cmになり、茎につく葉は多数互生し、葉身は長楕円状披針形、披針状または線形となる。葉の先端はとがり基部はくさび形か円く、縁にはまばらに鋸歯があるか全縁になる。開花時には根出葉や下部の茎葉は枯れる。
花期は8-9月。鮮やかな黄色で直径が2.5-3.5cmの花を咲かせる。頭花は舌状花のみで構成されており、3-80個が円錐状または散房状につく。総苞は長さ9-11mm、総苞片は3-4列になり、外片のほうが短く、ときに反り返る。痩果は黒褐色で長さ2.5-3mmになる円柱形で、長さ7mmになる冠毛がつく。

## 分布と生育環境
日本の北海道、本州、四国のほか、ヨーロッパ、アメリカ、アフリカと北半球に広く分布し、山地のやや湿った場所に生育する。ときに、コスモスのように密集して群生するため、最盛期の群生地は、正に「黄色い絨毯」とでも例えられそうな壮観な景色となる。

## ギャラリー
- 散房状につく頭花。
- 総苞片の先が反り返る。
- Hieracium umbellatum

## 花言葉など
- 花言葉：「宣言」・「宣告」
- 誕生花：5月16日の誕生花となっている。